# Joleon Lescott
Joleon Patrick Lescott (Birmingham, 16 d'agost del 1982), més conegut simplement com a Lescott, és un futbolista anglès que actualment juga de defensa central o de lateral esquerre a l'Aston Villa FC de la Premier League anglesa. Lescott també ha jugat per la selecció d'Anglaterra entre 2007 i 2013.
I té un germà gran, Aaron, que també és futbolista.